# تارا ستيفنز
تارا ستيفنز (بالإنجليزية: Tara Stevens)‏ هي صحفية بريطانية، ولدت في 10 سبتمبر 1972 في لندن في المملكة المتحدة.